# Ислам в Камеруне
Исла́м в Камеру́не является второй по численности верующих религией после христианства.

## История
В XVI веке мусульмане фульбе начинают проникать на север Камеруна. В начале XVII века на севере нынешнего Камеруна образовалось раннефеодальное государство Мандара. В 1715 году правитель Мандары допустил в свою страну мусульманских проповедников, и Мандара стала султанатом.
В XIX веке благодаря джихаду фулани практически весь северный Камерун вошел в состав мусульманского государства Сокото, а на северо-востоке страны исламский эмират Адамава. Продвижению мусульман на юг мешали тропические леса, поэтому ислам не распространился на племена южного Камеруна продолжавших придерживаться местных африканских верований.
В конце XIX века Камерун становится колонией Германии. В период германского колониального правления страной мусульмане не притеснялись и мусульманские законы и обычаи были сохранены.
С 2013 года группировка «Боко Харам» начала устраивать теракты в северных районах Камеруна.

## Численность и расселение
Мусульмане составляют примерно 24 % от 21 млн жителей в Камеруне. 48 % мусульман Камеруна являются последователями суфизма, 27 % идентифицируют себя как сунниты, 12 % ахмадиты и 3 % — шииты, а остальные не ассоциируют себя с определённой группой.